# Shelton (Nebraska)
Shelton es una villa ubicada en el condado de Buffalo en el estado estadounidense de Nebraska. En el Censo de 2010 tenía una población de 1059 habitantes y una densidad poblacional de 557,82 personas por km².

## Geografía
Shelton se encuentra ubicada en las coordenadas 40°46′44″N 98°43′50″O / 40.77889, -98.73056. Según la Oficina del Censo de los Estados Unidos, Shelton tiene una superficie total de 1.9 km², de la cual 1.9 km² corresponden a tierra firme y (0%) 0 km² es agua.

## Demografía
Según el censo de 2010, había 1059 personas residiendo en Shelton. La densidad de población era de 557,82 hab./km². De los 1059 habitantes, Shelton estaba compuesto por el 85.65% blancos, el 0.47% eran afroamericanos, el 0.57% eran amerindios, el 0% eran asiáticos, el 0% eran isleños del Pacífico, el 12.09% eran de otras razas y el 1.23% pertenecían a dos o más razas. Del total de la población el 18.41% eran hispanos o latinos de cualquier raza.